# Dantron
Dantron (INN), còn được gọi là chrysazin hoặc 1,8-dihydroxyanthraquinone, là một chất hữu cơ, có nguồn gốc chính thức từ anthraquinone bằng cách thay thế hai nguyên tử hydro bằng các nhóm hydroxyl (loạiOH). Nó được sử dụng ở một số nước như một thuốc nhuận tràng kích thích.
Không nên nhầm lẫn với ondansetron, một loại thuốc không liên quan đã được bán ở Nam Phi dưới tên thương mại "Dantron".

## Sử dụng trong y tế
Ở Mỹ, dantron không được sử dụng vì nó được coi là chất gây ung thư.
Ở Anh, nó được coi là một chất gây ung thư và vì vậy giấy phép của nó bị hạn chế ở những bệnh nhân đã được chẩn đoán ung thư giai đoạn cuối. Nó chủ yếu được sử dụng trong chăm sóc giảm nhẹ để chống lại tác dụng gây táo bón của opioid. Tên được chấp thuận của Anh là danthron, nhưng giờ đây nó đã được đổi thành "dantron", tên quốc tế phi thương mại được đề xuất.
Dantron có thể được dùng bằng đường uống, hoặc có thể được sử dụng trực tiếp dưới dạng thuốc xổ hoặc kết hợp với thuốc nhuận tràng khác hoặc một mình.

## Tác dụng phụ
Dantron có tác dụng phụ đáng chú ý là gây ra nước tiểu màu đỏ.